# Puerto de la Cubilla
El puerto de la Cubilla (en asturiano puertu de la Cubieḷḷa) es un paso de montaña que alcanza una cota máxima de 1683 m s. n. m., y que une las provincias de León y Asturias (España) a través de la carretera CV-102-18 - LN-8, atravesando de S a N la cordillera Cantábrica.

## Localización
Su inicio se localiza en la localidad de Pinos (León) a 1189 m s. n. m., por la carretera CV-102-18 - LN-8, alcanza su máxima cota a 1683 m s. n. m., exactamente en el punto 42°59′25″N 5°54′19″O / 42.99028, -5.90528, para culminar en la villa asturiana de Tuiza, a 1050 m s. n. m., tras recorrer 19,6 km

## Descripción de la ruta
La parte leonesa del puerto es la más suave, representa el ascenso desde el valle de Babia al alto de la cordillera Cantábrica y salva un desnivel de 500 m. Partiendo de San Emiliano, pasando por Pinos durante 12,7 km.
La parte asturiana es mucho más sinuosa, pues supone el ascenso desde casi el nivel del mar hasta lo alto de la cordillera, y plagada de curvas de herradura y rampas de importante desnivel. Teniendo en cuenta que el alto del puerto se suele considerar el límite de provincia, salva un desnivel de 865 m, partiendo de Tuiza y pasando por Tuiza de Arriba durante 6,8 km.

## Historia
La montaña se caracteriza por el macizo de Ubiña de más de 2400 metros. (Picos del Fontán y Peña Ubiña con 2417 metros) y diferentes zonas de una altitud aproximada de 2000 metros. Debido a esto dentro del parque se denota una gran diferencia de altitudes entre las diferentes zonas.
Los valles están formados por las cuencas del río Taja, el del río Valdecarzana y el del río Val de Sampedro o río Páramo, en este último está situada el monumento natural de Cueva Huerta.
Tiene las siguientes figuras de protección:
- Reserva regional de caza de Somiedo.
- Paisaje protegido de Peña Ubiña.
- Declarado parcialmente Lugar de Importancia Comunitaria de Peña Ubiña.
- Lugar de Importancia Comunitaria de Montovo-La Mesa.
- Declarado parcialmente Zona de Especial Protección para las Aves de Ubiña-La Mesa.

## Características
La Cubilla es uno de los puertos de montaña más elevados de la cordillera Cantábrica. Discurre junto al espacio protegido del Macizo de Ubiña, en un entorno de una gran riqueza de fauna y flora, además de miradores naturales de gran belleza paisajística. Desde su cima se puede observar asimismo el entorno natural de la cordillera Cantábrica, en las cumbres más elevadas de este macizo. Desde su carretera parten diversas pistas y caminos forestales hacia estas elevaciones, convirtiendo la visita mucho más sencilla a cotas casi inaccesibles de otra forma. Su mirador principal: el del alto del puerto, situado en el límite provincial, con una vista impresionante. También en las inmediaciones del límite entre provincias se accede por una pista otro mirador, con unas vistas privilegiadas del Macizo de Ubiña.

## Flora y fauna

### Fauna
Debido a la gran masa forestal el parque presenta una gran biodiversidad.

#### Mamíferos
Destaca la presencia del oso pardo cantábrico, rey de las especies cantábricas. Dentro del parque se pueden encontrar especies como el jabalí, el corzo, el ciervo o venado y el rebeco.
Existen gran variedad de carnívoros como son el oso, lobo, zorro, marta, garduña, jineta, gato montés, armiño, tejón, nutria y desmán.
De los pequeños mamíferos podemos destacar la liebre del piornal,
Los murciélagos están representados por ocho especies siendo el de mayor interés el murciélago de cueva.

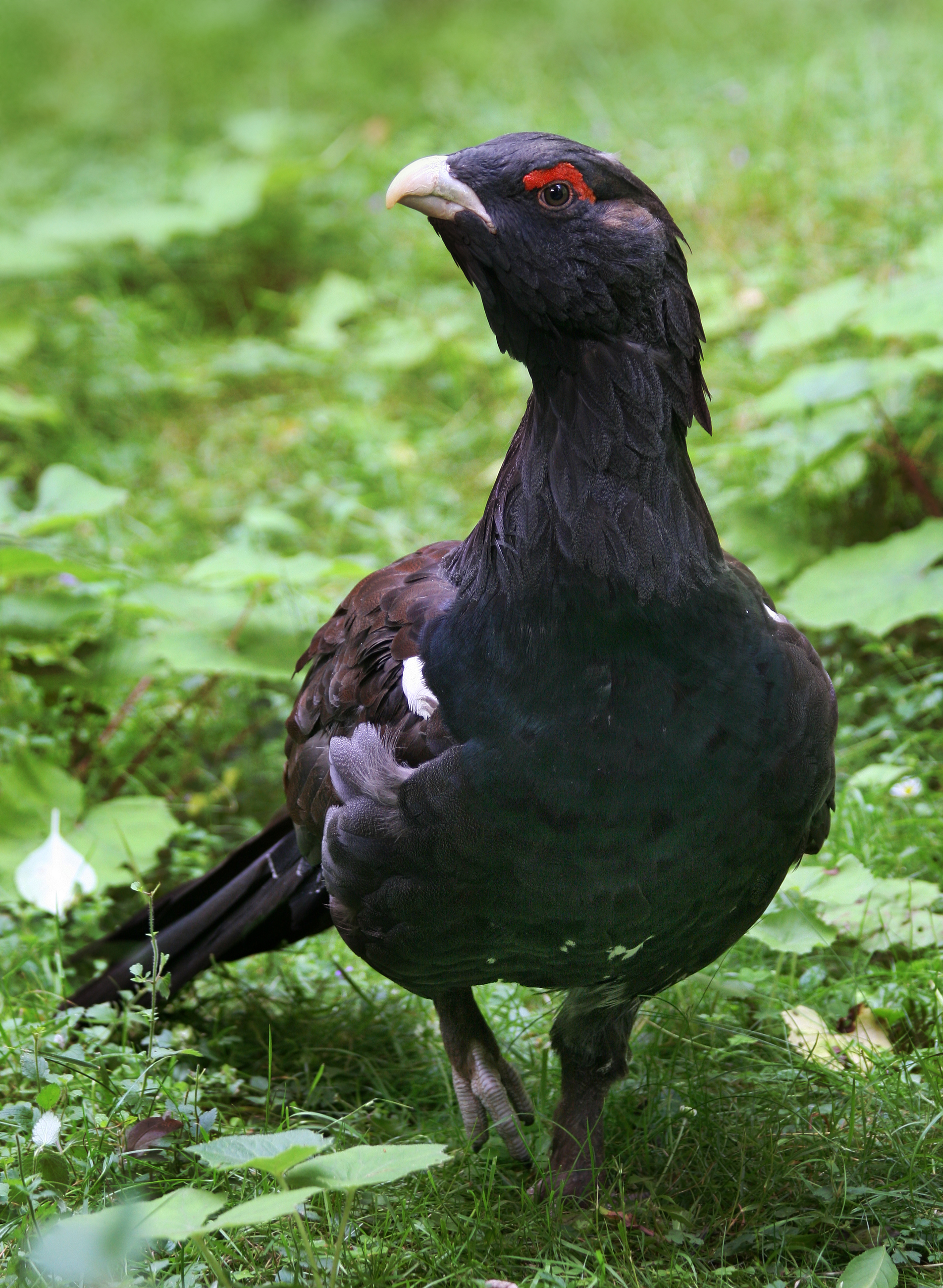
Urogallo.

#### Aves
Debido a dos de las singularidades del parque podemos destacar dos tipos de aves que destacan sobre todas:
- Las aves que habitan normalmente en zonas boscosas como son el urogallo, el pico mediano, el pito negro o el agateador norteño.

- La zona de alta montaña con las especies que están adaptada a este medio como el gorrión alpino, acentor alpino, collalba gris, roquero rojo, bisbita alpino, treparriscos o la perdiz pardilla.

Dentro de las rapaces se puede destacar el buitre, el águila real, el alimoche, el azor y el halcón peregrino.

#### Anfibios
Dentro de esta especie se puede destacar la rana de San Antón (Hyla molleri) en los puertos de Agüeria y de rana común o rana verde (Pelophylax perezi) en el mismo puerto.

### Flora
Todo el parque es una zona de gran diversidad y buen estado de conservación con un tercio de su superficie ocupada por bosques de alto valor ecológico y de una antigüedad apreciables, destacando principalmente los hayedos.
El dato más destacado de manera general es que en el área de influencia del parque se encuentran
La primera de sus cualidades queda patente en el hecho de que en este territorio se encuentran representadas once de las diecinueve familias existentes en Asturias. Dentro de está riqueza podemos distinguir tres áreas diferenciadas:

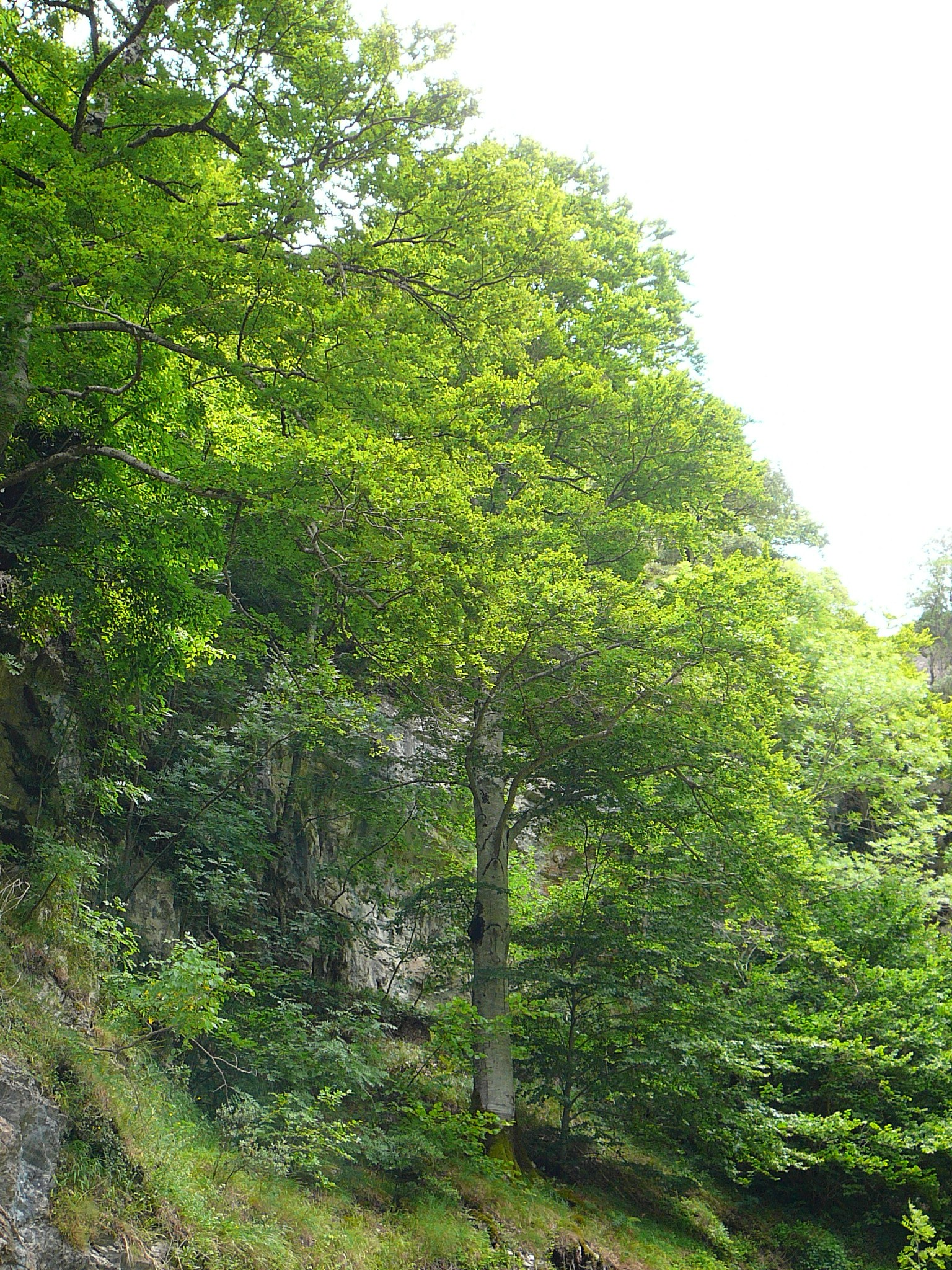
Hayedo

- Áreas colinas (menor 700 m de altitud)
- Áreas montañas (1700 - 1800 m de altitud)
- Áreas subalpinas (por encima de los 1800 m s. n. m.)

La masa forestal del parque es espléndida, con bosques maduros de hasta ocho tipos diferentes:
- El hayedo: El más importante y representado, que ocupa el 75% del parque
- Rebollares oligótrofos: Formados por roble albar, roble rosado, carballo o abedul
- Tejos
- Fresnos
- Arces
- Alisedas

Dentro del resto de las formaciones vegetales que encontramos dentro del parque se pueden diferenciar con terrenos de pasto y cultivo y matorrales formados principalmente por enebros, gayubas y la laureola. También existen zonas de acebo, narciso de Asturias, el narciso de trompeta y la genciana.
Mención aparte merece las zonas de vegetación de lagunas, que aunque de pequeña extensión tienen gran riqueza ecológica. Estas zonas están compuestas por charcas, lagunas y turberas. De estas últimas destacan las de la zona del lago El L.legu en Lena.

## Curiosidades
- Al ser uno de los puertos más duros y espectaculares de la geografía española, es muy apreciado por los cicloturistas, y se subió en la Vuelta a España 2019.[2] En la siguiente web se informa de todos los acontecimientos deportivos que se celebran en este puerto: https://lacubilla.es/
- Es una comarca de gran valor arqueológico, de los que destaca los Abrigos Rupestres de Fresnedo, cercanos al pueblo de Fresnedo (Teverga), los castros de Focella y Barrio (Teverga) o Ricabo y El Collao (Quirós).

En esta parque también está presente el Camino Real del Puerto de la Mesa, calzada romana asentada sobre una senda ya utilizada por los primeros pobladores de la zona.